# Ladislav Rous
Ladislav Rous (* 10. března 1956 Rokycany) je československý basketbalista, mistr Československa 1984, vicemistr 1985 a dvakrát bronzový medailista.
V československé basketbalové lize odehrál celkem 11 sezón (1974-1985). Hrál za kluby Spartak Sokolovo / Sparta Praha (6 sezón) a RH Pardubice (5 sezón). Se Spartou Praha získal bronzovou medaili za třetí místo (1976), s družstvem RH Pardubice titul mistra Československa 1984, vicemistra 1983 a třetí místo v roce 1985. V československé basketbalové lize po roce 1962 (zavedení podrobných statistik zápasů) zaznamenal 2613 bodů. 
S RH Pardubice v sezóně 1983-84 hrál Pohár vítězů pohárů (hráli ve čtvrtfinálové skupině) a v sezóně 1984-85 Pohár evropských místrů (vyřazeni ve II. kole od Efes Pilsen Ankara, Turecko). Za Mitteldeutscher BC Weisssenfels, Německo hrál v Evropském poháru Korač 1992.
V BK Děčín hrál basketbal za ligový tým a byl trenérem mládeže.

## Hráčská kariéra

### kluby
- 1974-1979 Sparta Praha: 3. místo (1976), 6. místo (1975), 2x 7. místo (1975, 1979), 8. místo 1978,
- 1979-1981 RH Pardubice: 4. místo (1982), 8. místo 1981
- 1981-1982 Sparta Praha: 9. místo (1982)
- 1982-1985 RH Pardubice: mistr Československa (1984), vicemistr (1983), 3. místo (1985)
  - Československá basketbalová liga celkem 11 sezón (1974-1985), 2613 bodů a umístění:
  - mistr Československa 1984, vicemistr 1983, 2x 3. místo: (1976, 1985), 4. místo (1982)
- Mitteldeutscher BC Weisssenfels, Německo
- BK Děčín